# Szkoła szwedzka
Szkoła szwedzka jest to nazwa przełomowego nurtu w szwedzkim kinie niemym, który zdobył światowe uznanie pod koniec I wojny światowej i w okresie tuż po niej.

## Ramy czasowe
Przyjmuje się, że okres rozkwitu nurtu to lata 1916-1923, jakkolwiek o jego początkach można mówić już około roku 1914, a wybrzmiewał jeszcze przez kilka lat po 1923 roku, do około 1927, choć w tym końcowym okresie nie powstawały już tak wybitne filmy jak te z okresu głównego.

## Przedstawiciele
Reżyserzy:
- Victor Sjöström
- Mauritz Stiller

Operatorzy:
- Henrik Jaenzon
- Julius Jaenzon

oraz producent
- Charles Magnusson

## Cechy charakterystyczne
- ogromna rola natury;
- fotograficzny realizm w sposobie filmowania;
- niezwykła na warunki kina niemego poważna problematyka moralna i psychologiczna;
- zamiłowanie do szwedzkiej literatury - większość filmów była ekranizacjami dzieł skandynawskich pisarzy; przełomowe podejście do problemu ekranowej adaptacji literatury

## Znaczenie
Na początku lat 20. XX wieku powszechnie w środowisku filmowym (Carl Theodor Dreyer, Louis Delluc i inni) uważano kinematografię szwedzką za najlepszą artystycznie na świecie - właśnie za sprawą szkoły szwedzkiej. 
Dokonała przełomu w dziedzinie adaptacji literatury: zamiast streszczać znaną książkę, jak to do tamtej pory czyniono, filmowcy szwedzcy zaczęli szukać środków, jak oddać jej klimat i prawdziwy sens przy użyciu środków ekranowych.
Stworzyła filmy uważane przez wielu historyków (Kwiatkowski, Toeplitz, Garbicz, Klinowski) za pierwsze naprawdę dojrzałe i spójne artystycznie, formalnie i intelektualnie dzieła filmowe.

## Główne Filmy
- Gösta Berling Mauritza Stillera z 1924 r.;
- Terje Vigen Victora Sjöströma z 1916 r., na podstawie utworu Henryka Ibsena;
- Banici Victora Sjöströma z 1917 r., na podstawie sztuki Bärg-Ejvind och hans hustru (Berg-Ejvind i jego żona) Jóhanna Sigurjónssona;
- Skarb rodu Arne Mauritza Stillera z 1919 r. na podstawie utworu Selmy Lagerlöf;
- Eroticon Mauritza Stillera z 1920 r.;
- Wózek śmierci (inny polski tytuł: Furman śmierci) Victora Sjöströma z 1920 r. na podstawie utworu Selmy Lagerlöf;

## Literatura
- P. Cowie, Swedish Cinema, New York 1966
- A. Kwiatkowski, Film skandynawski, Warszawa 1986
- A. Garbicz, J. Klinowski, Kino - wehikuł magiczny, t. 1, Kraków 1981
- J. Toeplitz, Historia sztuki filmowej, t. 1, Warszawa 1955
- G. Werner, Den svenska filmens historia, Stockholm 1978
- J. Wojnicka, O. Katafiasz, Słownik wiedzy o filmie, Bielsko-Biała 2008